# Amandine Buchard
Amandine Buchard (Bagnolet, 12 juli 1995) is een Frans judoka. Buchard won tijdens de Olympische Zomerspelen 2020 de gouden medaille met het gemengde team ondanks dat zij niet in actie kwam tijdens de teamwedstrijd, individueel won zij de zilveren medailles in het half-lichtgewicht. In 2024 won ze in Parijs de bronzen medaille tijdens de Olympische zomerspelen 2024.

## Resultaten

### Olympische Zomerspelen
| Editie | Plaats | Resultaten                     |
| ------ | ------ | ------------------------------ |
| 2021   | Tokio  | half-lichtgewicht gemengd team |
| 2024   | Parijs | half-lichtgewicht              |

### Wereldkampioenschappen
| Jaar | Plaats       | Resultaten                       |
| ---- | ------------ | -------------------------------- |
| 2014 | Tsjeljabinsk | extra-lichtgewicht               |
| 2018 | Bakoe        | half-lichtgewicht · gemengd team |
| 2019 | Tokio        | gemengd team                     |
| 2022 | Tasjkent     | half-lichtgewicht · gemengd team |
| 2023 | Doha         | half-lichtgewicht                |
| 2024 | Abu Dhabi    | half-lichtgewicht                |

### Europese kampioenschappen
| Jaar | Plaats      | Resultaten |
| ---- | ----------- | ---------- |
| 2014 | Montpellier | -48 kg     |
| 2021 | Lissabon    | -52 kg     |
| 2022 | Sofia       | -52 kg     |
| 2022 | Montpellier | -52 kg     |

2020: Clarisse Agbegnenou & Amandine Buchard & Sarah-Léonie Cysique & Romane Dicko & Madeleine Malonga & Margaux Pinot & Guillaume Chaine & Axel Clerget & Alexandre Iddir & Kilian Le Blouch & Teddy Riner · 
2024: Shirine Boukli & Joan-Benjamin Gaba & Amandine Buchard & Walide Khyar & Sarah-Léonie Cysique & Luka Mkheidze & Clarisse Agbegnenou & Alpha Oumar Djalo & Marie-Ève Gahié & Maxime-Gaël Ngayap Hambou & Romane Dicko & Aurelien Diesse & Madeleine Malonga & Teddy Riner